# Firmin Bédoussac
Firmin Bédoussac, né le 9 juin 1916 à Omps (Cantal) et mort le 6 avril 2000 à Aurillac (Cantal), est un homme politique français.

## Détail des fonctions et des mandats
Mandats locaux
- 1947 - 1989 : Maire d'Omps
- 1979 - 1985 : Conseiller général du canton de Saint-Mamet-la-Salvetat

Mandat parlementaire
- 25 avril 1983 - 1er avril 1986 : Député de la 1re circonscription du Cantal